# Ceropegia claviloba
Ceropegia claviloba ist eine Pflanzenart aus der Unterfamilie der Seidenpflanzengewächse (Asclepiadoideae). 

## Beschreibung

### Erscheinungsbild und Blatt
Ceropegia  ist eine ausdauernde krautig Pflanze. Als Überdauerungsorgan wird mit einem Durchmesser von 12 bis 32 mm und einer Höhe von 10 bis 24 mm kleine, abgeflachte Wurzelknolle gebildet. Die jährlich neu austreibenden, fein flaumig behaarten und kaum verzweigten Sprossachsen sind mit einem Durchmesser von 1,5 mm bis zu 1,5 Meter lang (hoch) und windend. Die Laubblätter sind in Blattstiel und Blattspreite gegliedert. Der Blattstiel ist 30 bis 40 mm lang. Die fleischigen bis leicht sukkulenten, flaumig behaarten Blattspreiten sind bei einer Länge 2,5 bis 4,5 (in seltenen Fällen auch bis 7 cm) und einer Breite von 2 bis 3 cm herzförmig-lanzettlich und zugespitzt. Die bewimperten Blattränder sind an der Basis der Sprossachsen oft gezähnt oder gebuchtet, ansonsten ganzrandig.

### Blütenstand und Blüte
Der Blütenstandsschaft ist 5 bis 30 mm lang. Der Blütenstand enthält ein bis zehn Blüten, die sich nacheinander öffnen. Der Blütenstiel ist 3 bis 8 mm lang und meist kahl. 
Die zwittrigen Blüten sind zygomorph und fünfzählig mit doppelter Blütenhülle. Die fünf meist rau behaarten, nur selten kahlen Kelchblätter sind bei einer Länge von 2 bis 4 mm pfriemlich. Die Blütenkrone ist nur 10 bis 18 mm lang. Im unteren Teil sind die fünf Kronblätter zu einer schlanken, unbehaarten Kronröhre (Sympetalie) verwachsen. Die Kronröhre ist gekrümmt und außen weißlich-grün. Sie ist basal zu einem kugeligen „Kronkessel“ (Durchmesser 4 bis 5 mm) aufgebläht und geht allmählich in die eigentliche Kronröhre über. Diese hat einen minimalen Durchmesser von 1,5 bis 2 mm und erweitert sich zur Blütenmündung hin auf 3 bis 4 mm Durchmesser. Die breit spateligen, an der Basis dreieckigen Kronblattzipfel sind 4 bis 7 lang und 3 mm breit. Die Lamina der Zipfel sind entlang der Längsachse nach außen gebogen, die Ende sind verwachsen; sie bilden somit eine kugelige, käfigarte Struktur. Sie sind innen samtig purpurfarben oder auch grünlich gefärbt und behaart; außen sind sie grünlich. Die ungestielte, weißliche, durchscheinende Nebenkrone ist bei einer Länge von 3 mm und einer Breite von 2,5 mm an der Basis schalen- oder becherförmig verwachsen. Die etwa 1 mm langen Zipfel der interstaminalen äußeren Nebenkrone sind taschenförmig und waagrecht, im Umriss oval bis rechteckig und dann aufrecht. Sie sind am oberen Ende mittig eingeschnitten und kahl, papillös oder behaart. Die papillösen Zipfel der staminalen inneren Nebenkrone sind 1,5 bis 2 mm lang, zylindrisch-spatelig geformt und gerade- aufrecht stehend. Die Pollinien sind elliptisch mit einem zugespitzten oberen Ende. Sie sind 220 bis 250 µm lang und 14 µm breit. Das Corpusculum ist helle orange, linealisch-umgekehrt eiförmig und misst 110 µm × 50 µm.

### Frucht und Samen
Die paarigen Balgfrüchte stehen in einem spitzen Winkel zueinander. Die Balgfrüchte sind bei einer Länge von 5,5 bis 12 cm lang schmal spindelförmig und haben mittig einen Durchmesser von 2 bis 3 mm. Die Samen messen 6 bis 7 mm × 3 mm und sind schwarz braun mit einem braunen Rand. Der Haarschopf ist bis 12 mm lang.

### Ähnliche Arten
Ceropegia claviloba ist nahe mit Ceropegia papillata und Ceropegia muzingana verwandt.

## Vorkommen
Das Verbreitungsgebiet von Ceropegia claviloba erstreckt sich von Tansania über die Demokratische Republik Kongo, Malawi, Sambia bis nach Simbabwe. Sie wächst dort in lichten Wäldern entlang von Flüssen in Höhenlagen von 1000 bis 2100 Meter.

## Taxonomie
Die Erstbeschreibung von Ceropegia claviloba erfolgte 1939 von Erich Werdermann in Revision der ostafrikanischen Arten der Gattung Ceropegia. in der Zeitschrift Botanische Jahrbücher für Systematik, Pflanzengeschichte und Pflanzengeographie, 70, S. 221. Der Neotyp stammt von Engwe, Mutare im Osten von Simbabwe aus einer Höhenlage von 1830 Meter. François Malaisse beschrieb diese Art 1984 unter Ceropegia floribunda N.E.Br.

## Belege